# Ardisia squamulosa
Ardisia squamulosa là một loài thực vật thuộc họ Myrsinaceae. Đây là loài đặc hữu của Philippines. Người ta dùng một bộ phận của cây để làm mồi câu cá.